# Sielatino
Sielatino (ros. Селятино) – osiedle typu miejskiego w Rosji, w obwodzie moskiewskim. W 2020 liczyło 13 521 mieszkańców.
Znajduje tu się stacja kolejowa Sielatino, położona na linii Moskwa – Briańsk – Kijów.